# TY Corvi
TY Corvi (31 Crateris / HD 104337 / HR 4590) es una estrella de magnitud aparente +5,26 en la constelación de Corvus, el cuervo, cerca del límite con Crater. Es una estrella distante, situada a unos 1760 años luz del sistema solar.
Estrella blanco-azulada, TY Corvi ha sido catalogada como subgigante de tipo B2IV o como estrella de la secuencia principal B1.5V. Es una estrella caliente de 16.500 K de temperatura, con una luminosidad 7690 veces mayor que la del Sol. Es una binaria espectroscópica, es decir, su duplicidad se ha conocido por el desplazamiento Doppler de sus líneas espectrales. Su período orbital es de sólo 2,963 días.
TY Corvi es una variable elipsoidal rotante cuyo brillo varía entre magnitud +5,19 y +5,23. En estas estrellas, siempre binarias próximas, la variación es debida a la forma elipsoidal de las componentes, que hace que cambie el área visible a medida que se mueven en su órbita. Espiga (α Virginis) es la variable elipsoidal rotante más conocida.
Se ha postulado que TY Corvi es una estrella fugitiva antigua del disco galáctico, y que es una posible estrella rezagada azul en el Grupo de las Híades.
Durante el acercamiento a Mercurio de la Mariner 10 en 1974 se pensó haber descubierto una luna de Mercurio, la cual resultó ser en realidad esta estrella.